# Gurmehar Kaur
Gurmehar Kaur (Jalandhar, 24 de septiembre de 1996) es una autora y activista estudiantil india. Se convirtió en embajadora de Postales por la Paz, una organización benéfica con sede en el Reino Unido que ayuda a eliminar cualquier forma de discriminación.

## Trayectoria
Gurmehar Kaur nació en Jalandhar y es hija de Rajvinder Kaur y el capitán Mandeep Singh. Completó su educación en Harvest International School, Ludhiana. Su padre, fue uno de los siete miembros del ejército de la India martirizados a las 1:15. a. m. IST después de que un campamento de Rashtriya Rifle fuera atacado por terroristas en Jammu y Cachemira el 6 de agosto de 1999.
Kaur se licenció en Literatura por el Lady Shri Ram College for Women. En septiembre de 2019 se unió a Somerville College, Universidad de Oxford para cursar una Maestría en Estudios Modernos del Sur de Asia.

### Vídeo de mensaje de paz de Indo-Pak

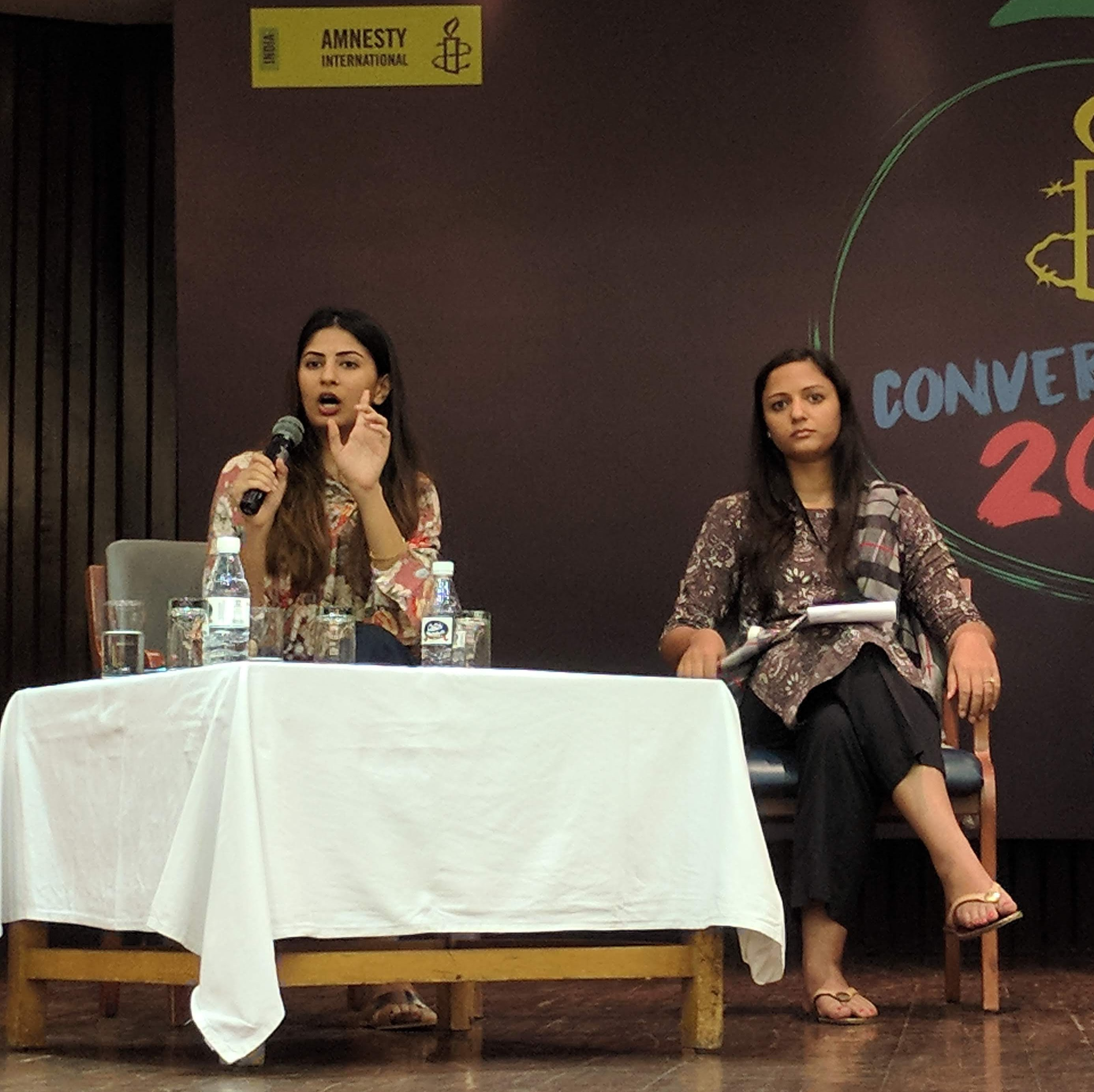
Gurmehar Kaur (izquierda) en un evento de Amnistía Internacional, Conversaciones 18', en Nueva Delhi. Shehla Rashid (derecha) también en la foto.

El 28 de abril de 2016, Voice of Ram (Ram Subramanian) subió un video a Facebook con Gurmehar Kaur. El vídeo también fue subido a YouTube por Voice of Ram. Gurmehar Kaur lanzó la campaña #ProfileForPeace en abril de 2016, cuestionando el calibre del liderazgo de India y Pakistán en el video y abogando por la "paz" entre India y Pakistán. Se autodenominó "soldado por la paz" luchando contra la guerra.
El vídeo se volvió viral en febrero de 2017, después de que Gurmehar presentara un mensaje en las redes sociales contra ABVP en la Universidad de Delhi, una federación de estudiantes perteneciente a Sangh Parivar. Fue fuente de controversia y burlas, en particular una declaración: "Pakistán no mató a mi padre, la guerra lo mató". 
En 2017, el ministro de Estado de la Unión para Asuntos Internos de la India Kiren Rijiju comentó en su video que 'Algunas fuerzas políticas están detrás de sus declaraciones (Mimando la mente de los estudiantes)'. El exjugador de cricket Virender Sehwag publicó una imagen que decía: "No anoté el triple de centenas, mi bate lo hizo". Javed Akhtar también comentó sobre este tema mientras contraatacaba a todos los que estaban en contra de Gurmehar.

### Campaña Save DU Campaign
Formó parte de la campaña Save DU, una protesta contra la violencia estudiantil en los campus, en febrero de 2017 en la que se opuso a la violencia que estalló en el campus de Ramjas College después de que se cancelaran las conferencias de Umar Khalid y Shehla Rashid Shora debido a la protesta estudiantil. Recibió amenazas de muerte y violación por iniciar esta campaña y luego la abandonó.
En enero de 2019, se publicó su libro, una memoria, llamado Small Acts of Freedom, por Penguin Random House. En enero de 2018, fue ponente en la Iniciativa US India Universidad de Harvard celebrada en Nueva Delhi.

## Reconocimientos
En octubre de 2017, la revista Time la llamó "guerrera de la libertad de expresión" y la incluyó en su lista de las "10 líderes de la próxima generación".

## Publicaciones
- Pequeños actos de libertad (2018), Penguin Random House
- The Young and the Restless (Juventud y política en India) (2019), Penguin Books